# Maseirac de Paulhaguet
Mazerat-Aurouze és un municipi francès situat al departament de l'Alt Loira i a la regió d'Alvèrnia-Roine-Alps. L'any 2007 tenia 191 habitants.

## Demografia

### Població
El 2007 la població de fet de Mazerat-Aurouze era de 191 persones. Hi havia 92 famílies de les quals 32 eren unipersonals (12 homes vivint sols i 20 dones vivint soles), 28 parelles sense fills, 28 parelles amb fills i 4 famílies monoparentals amb fills.
La població ha evolucionat segons el següent gràfic:
Habitants censats

### Habitatges
El 2007 hi havia 158 habitatges, 90 eren l'habitatge principal de la família, 51 eren segones residències i 17 estaven desocupats. 150 eren cases i 7 eren apartaments. Dels 90 habitatges principals, 72 estaven ocupats pels seus propietaris, 13 estaven llogats i ocupats pels llogaters i 5 estaven cedits a títol gratuït; 2 tenien dues cambres, 16 en tenien tres, 17 en tenien quatre i 55 en tenien cinc o més. 77 habitatges disposaven pel capbaix d'una plaça de pàrquing. A 32 habitatges hi havia un automòbil i a 49 n'hi havia dos o més.

### Piràmide de població
La piràmide de població per edats i sexe el 2009 era:
| Homes | Edats   | Dones |
| ----- | ------- | ----- |
| 0     | 95 o +  | 0     |
| 0     | 90 a 94 | 0     |
| 0     | 85 a 89 | 0     |
| 0     | 80 a 84 | 4     |
| 0     | 75 a 79 | 4     |
| 16    | 70 a 74 | 4     |
| 12    | 65 a 69 | 8     |
| 4     | 60 a 64 | 12    |
| 4     | 55 a 59 | 12    |
| 12    | 50 a 54 | 8     |
| 20    | 45 a 49 | 12    |
| 0     | 40 a 44 | 4     |
| 8     | 35 a 39 | 4     |
| 12    | 30 a 34 | 8     |
| 8     | 25 a 29 | 0     |
| 8     | 20 a 24 | 8     |
| 0     | 15 a 19 | 8     |
| 4     | 10 a 14 | 4     |
| 0     | 5 a 9   | 4     |
| 4     | 0 a 4   | 8     |

## Economia
El 2007 la població en edat de treballar era de 120 persones, 85 eren actives i 35 eren inactives. De les 85 persones actives 80 estaven ocupades (51 homes i 29 dones) i 5 estaven aturades (5 dones i 5 dones). De les 35 persones inactives 19 estaven jubilades, 5 estaven estudiant i 11 estaven classificades com a «altres inactius».

### Ingressos
El 2009 a Mazerat-Aurouze hi havia 98 unitats fiscals que integraven 218 persones, la mediana anual d'ingressos fiscals per persona era de 14.228 €.

### Activitats econòmiques
Dels 7 establiments que hi havia el 2007, 2 eren d'empreses de construcció, 1 d'una empresa d'hostatgeria i restauració, 3 d'empreses de serveis i 1 d'una empresa classificada com a «altres activitats de serveis».
Dels 3 establiments de servei als particulars que hi havia el 2009, 1 era un guixaire pintor, 1 lampisteria i 1 restaurant.
L'any 2000 a Mazerat-Aurouze hi havia 14 explotacions agrícoles que ocupaven un total de 660 hectàrees.

## Equipaments sanitaris i escolars
El 2009 hi havia una escola elemental.

## Poblacions més properes
El següent diagrama mostra les poblacions més properes.